# AGM-45 Shrike
AGM-45 Shrike – pierwszy amerykański naddźwiękowy pocisk przeciwradarowy klasy powietrze-ziemia, służący do niszczenia urządzeń radarowych przeciwnika, zwłaszcza systemów obrony przeciwlotniczej, poprzez naprowadzanie się na źródło sygnałów emitowanych przez stacje radiolokacyjne. Shrike został zastąpiony przez nowocześniejszy AGM-88 HARM. W Izraelu opracowano wersję odpalaną z wyrzutni naziemnych instalowanych na podwoziu czołgu M4 Sherman, oznaczoną Kilszon (hebr. trójząb).

## Historia
Prace nad Shrikiem rozpoczęły się w 1958 roku w należącym do amerykańskiej marynarki wojennej ośrodku badawczo-rozwojowym Naval Air Weapons Station China Lake w stanie Kalifornia. Czynnikiem, który wpłynął na podjęcie prac nad stworzeniem pocisku przeciwradarowego, był dynamiczny rozwój rakietowych systemów przeciwlotniczych w Związku Radzieckim. Za podstawowe zagrożenie uznawano systemy średniego zasięgu S-75 (w kodzie NATO: SA-2 Guideline), stopniowo wprowadzane na wyposażenie radzieckich sił zbrojnych. Rozwijany pocisk otrzymał oznaczenie ASM-N-10.
Konstruktorzy zdecydowali się na wykorzystanie pocisku istniejącego i używanego przez amerykańskie siły zbrojne. Wybór padł na opracowany zaledwie kilka lat wcześniej pocisk powietrze-powietrze AIM-7C Sparrow z naprowadzaniem półaktywnym. Konstrukcja pocisku w dużej mierze była tożsama z AIM-7C. ASM-N-10 dysponował mniejszym silnikiem niż pierwowzór i krótszymi tylnymi sterami, miał za do zdecydowanie większą głowicę bojową. Amerykanie postanowili zmodyfikować system naprowadzania pocisku w taki sposób, aby naprowadzał się na fale radiowe emitowane przez stację naprowadzania pocisków SNR-75 (w kodzie NATO: Fan Song) kompleksu S-75.

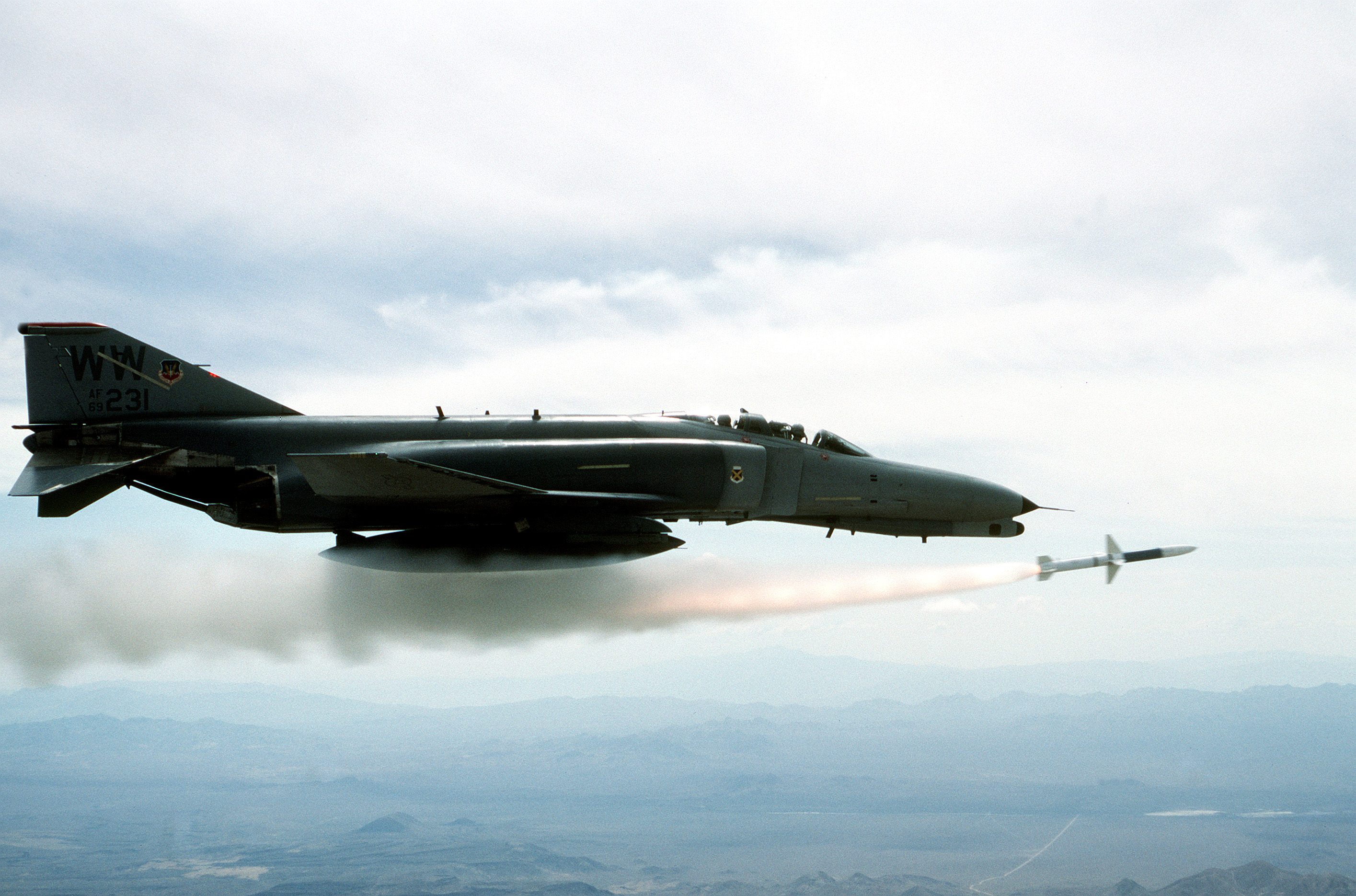
AGM-45 Shrike odpalony przez F-4G Phantoma (1988)

AGM-45 niszczący pozorowany cel w czasie testów. Dobrze widoczne jest działanie głowicy odłamkowej

W połowie 1963 roku pocisk przemianowano z ASM-N-10 na AGM-45A Shrike i rozpoczęto produkcję seryjną w pierwszej odmianie AGM-45A-1, przeznaczonej dla amerykańskiej marynarki wojennej i sił powietrznych. Shrike’a przyjęto do służby dwa lata później.
Debiut bojowy AGM-45A nastąpił w 1965 roku podczas wojny w Wietnamie. Po raz pierwszy użyła ich US Navy na samolotach uderzeniowych Douglas A-4 Skyhawk.
Rok później, 18 kwietnia 1966 roku, pociski AGM-45 zostały po raz pierwszy użyte przez samoloty bojowe F-105F/G Thunderchief grupy Wild Weasel amerykańskich sił powietrznych . Wówczas Thunderchiefy wykonywały zadanie zwalczania systemów przeciwlotniczych i przeciwrakietowych przeciwnika – SEAD (Suppression of Enemy Air Defenses). Celem była bateria armat przeciwlotniczych nakierowywana przez artyleryjską stację radiolokacyjną SON-9. W kierunku sygnału emitowanego przez radar wystrzelono pocisk Shrike. Operator uzbrojenia na pokładzie Thunderchiefa stracił pocisk z pola widzenia w momencie, gdy ten wleciał w gęstą mgłę, jednak chwilę później radiolokator „zamilkł”, co zostało uznane za jego skuteczne porażenie.
AGM-45 nie był jednak konstrukcją idealną. W pierwszej wersji AGM-45A silnik rakietowy pracował maksymalnie dziesięć sekund. Dalszą drogę pocisk pokonywał lotem ślizgowym. Załogi maszyn Wild Weasel wykorzystujących pociski Shrike oraz ich przeciwnicy, szybko zdały sobie sprawę z ich ograniczeń .
Atak pociskiem Shrike polegał na wystrzeleniu go w wiązkę radarową z takiej wysokości, aby podążał on w kierunku celu pod kątem 30°. Shrike w odmianie AGM-45A i jej kolejnych modyfikacjach, był w stanie razić cele oddalone o maksymalnie 16 kilometrów. Odległość tę pokonywał w ciągu 50 sekund. Operatorzy systemów przeciwlotniczych Wietnamu Północnego stosunkowo szybko nauczyli się przeciwdziałać AGM-45. Pilot atakującego samolotu zmuszony był lecieć prosto na swój cel. W momencie wykrycia atakującego samolotu lub grupy, wyłączano radary co uniemożliwiało użycie pocisków Shrike. Ponadto operatorzy włączali radary na krótsze okresy czasu.
Amerykanie zaczęli stosować bezzałogowce Ryan 147, które wykorzystywano w roli wabików. Miały imitować amerykańskie samoloty i zmusić operatorów systemów przeciwlotniczych do zdradzenia swojego położenia przez aktywację stacji radiolokacyjnych . Sygnał wykrywany był przez samoloty walki radioelektronicznej, a następnie pozycję zgłaszano grupom zwalczania wrogiej obrony przeciwlotniczej, między innymi Thunderchiefom USAF-u uzbrojonych w pociski Shrike .
Taktyka ataku zmieniła się po wprowadzeniu w latach 1966–1967 nowocześniejszych pocisków AGM-78 Standard ARM, które umożliwiały odpalenie z większej odległości i ze względu na większą czułość głowicy atak pod każdym kątem, a nie tylko bezpośrednio w wiązkę radarową. Poza tym pociski Standard ARM były szybsze niż pociski rakietowe systemu S-75 Dźwina. Mimo to nawet po wprowadzeniu nowych pocisków nadal używano Shrike’ów ze względu na dużą różnicę w cenach. Koszt pocisku Standard ARM kształtował się w granicach 200 tysięcy USD, podczas gdy Shrike kosztował tylko 7000 USD. Niskie koszty sprawiły, że prostsze AGM-45 używano na zdecydowanie większą skalę niż bardziej zaawansowane pociski. W okresie od kwietnia do października 1972 roku odpalono w sumie aż 678 AGM-45 i tylko 230 AGM-78, ale wiele z nich odpalano prewencyjnie, to znaczy, aby zmusić wietnamskie radary do przerwania pracy, zanim jeszcze zaczną namierzać właściwe i wartościowe cele jak między innymi bombowce B-52 Stratofortress .
W latach 70. XX wieku opracowano również nową odmianę pocisku Shrike, oznaczoną jako AGM-45B. Nowa odmiana wykorzystywała podzespoły pocisku przeciwlotniczego AIM-7F Sparrow – w tym nowy silnik rakietowy Aerojet MK 78. Dzięki temu zasięg pocisku wzrósł ponad dwukrotnie, do maksymalnie 40 kilometrów. AGM-45B otrzymał również większą głowicę bojową. Dzięki zaimplementowanym zmianom załogi samolotów SEAD uzbrojonych w AGM-45B były w mniejszym stopniu narażone na działanie wrogiej obrony przeciwlotniczej. AGM-45 nie był jednak lubiany przez pilotów z uwagi na ograniczenia pocisków polegające na konieczności wystrzeliwania ich dokładnie w wiązkę radaru (tolerancja +/− 3°) oraz brak możliwości zapamiętania ostatniej znanej pozycji radaru w momencie utraty emitowanej przez niego wiązki radarowej. Wówczas Shrike poruszał się jak pocisk balistyczny i często nie dolatywał do celu. Jego skuteczność szacowano na około 25%.
Pociski Shrike, użyczone przez US Navy, zostały użyte przez Brytyjczyków podczas wojny o Falklandy-Malwiny – wyposażono w nie bombowce Avro Vulcan biorące udział w operacji „Black Buck”. Izrael wykorzystywał również AGM-45 podczas wojny Jom Kipur. Izraelczycy opracowali wersję wystrzeliwaną z wyrzutni naziemnych instalowanych na podwoziu czołgu M4 Sherman i oznaczoną jako Kilszon . W działaniach pociski okazały się mało skuteczne, głównie z powodu, że Egipt korzystał ze zdecydowanie nowocześniejszych systemów 2K12 Kub (w kodzie NATO: SA-6 Gainful) – system naprowadzania pocisków Shirke nie rozpoznawał pasma pracy radaru 2K12 .
Produkcję AGM-45 Shrike zakończono w 1982 roku. Wyprodukowano łącznie 18 500 pocisków. Po raz ostatni zostały użyte w czasie I wojny w Zatoce Perskiej. W 1992 roku zostały wycofane z uzbrojenia amerykańskich sił zbrojnych.

## Konstrukcja i wersje produkcyjne

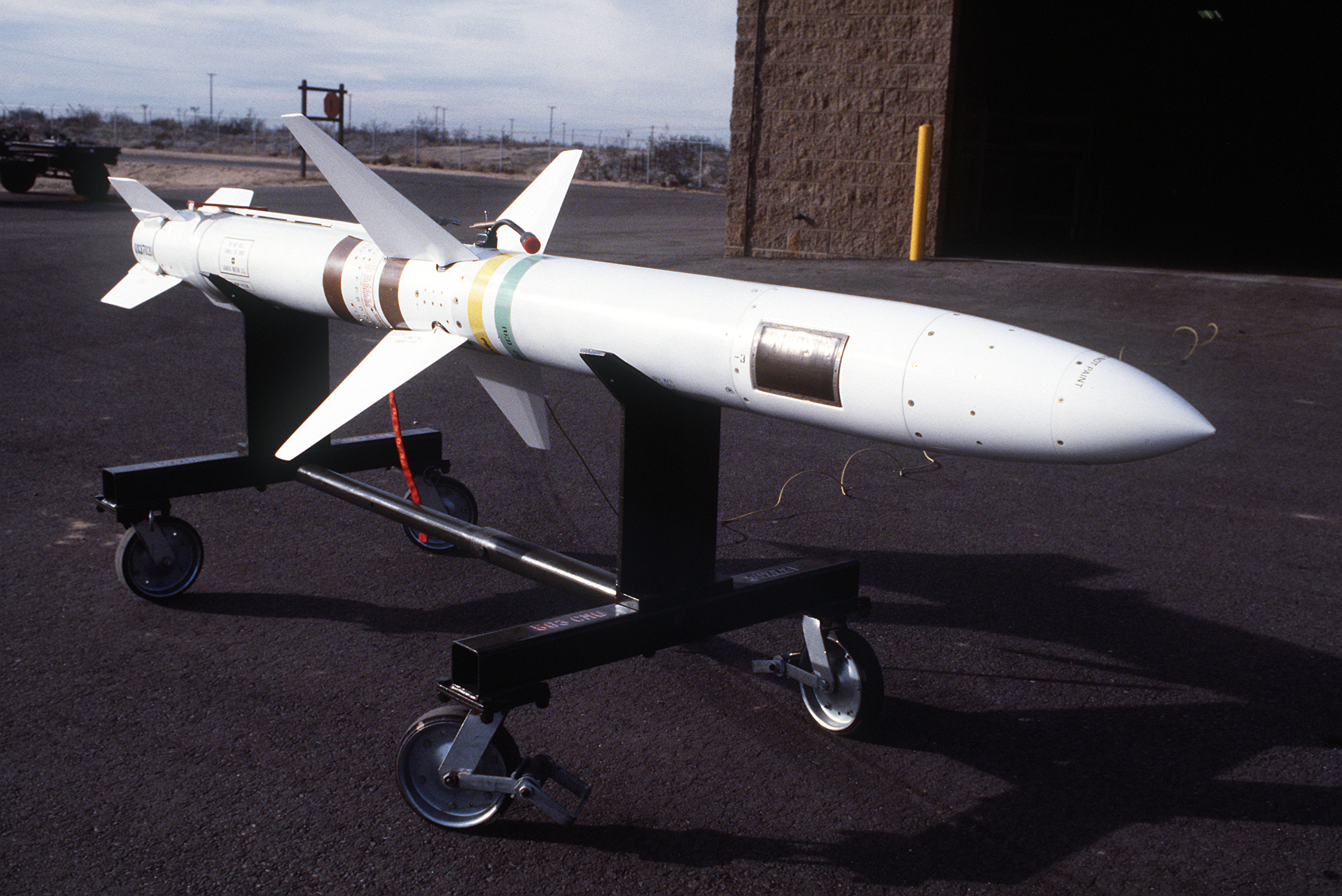
AGM-45 Shrike

Pociski Shrike produkowano w dwóch zasadniczych odmianach: AGM-45A oraz AGM-45B. Należy zaznaczyć, że obie główne wersje produkcyjne posiadały podwarianty, z systemem naprowadzania dostrojonym do różnych pasm pracy radarów E/F/G/I i oznaczonych symbolami od AGM-45A-2 lub AGM-45B-2 do AGM-45A-10 lub AGM-45B-10 (z wyjątkiem wersji -5 i -8). Różnice między wersjami A i B polegały na zastosowaniu innego silnika rakietowego. Wersje A były napędzane silnikami Rocketdyne Mk 39 Mod 0 (czasami również Aerojet Mk 53 Mod 1), a wersje B napędzały silniki Aerojet Mk 78 Mod 0.
AGM-45 mógł być przenoszony przez samoloty A-4 Skyhawk, A-6 Intruder, A-7 Corsair II, F-105 Thunderchief, F-4 Phantom II, F-16 Fighting Falcon oraz izraelskie IAI Kfir. Pociski zintegrowano również z brytyjskimi bombowcami Avro Vulcan.
| Wersja                | Pasmo naprowadzania |
| --------------------- | ------------------- |
| AGM-45A-1             | Pasmo E/F.          |
| AGM-45A-2 AGM-45B-2   | Pasmo G.            |
| AGM-45A-3 AGM-45B-3   | Szerokie pasmo E/F. |
| AGM-45A-3A AGM-45B-3A | Wąskie pasmo E/F.   |
| AGM-45A-3B AGM-45B-3B | Pasmo E/F.          |
| AGM-45A-4 AGM-45B-4   | Pasmo G.            |
| AGM-45A-6 AGM-45B-6   | Pasmo I.            |
| AGM-45A-7 AGM-45B-7   | Pasmo E/F.          |
| AGM-45A-9 AGM-45B-9   | Pasmo I.            |
| AGM-45A-9A AGM-45B-9A | Pasmo I/G.          |
| AGM-45A-10 AGM-45B-10 | Szerokie pasmo E/I. |

### Kilszon

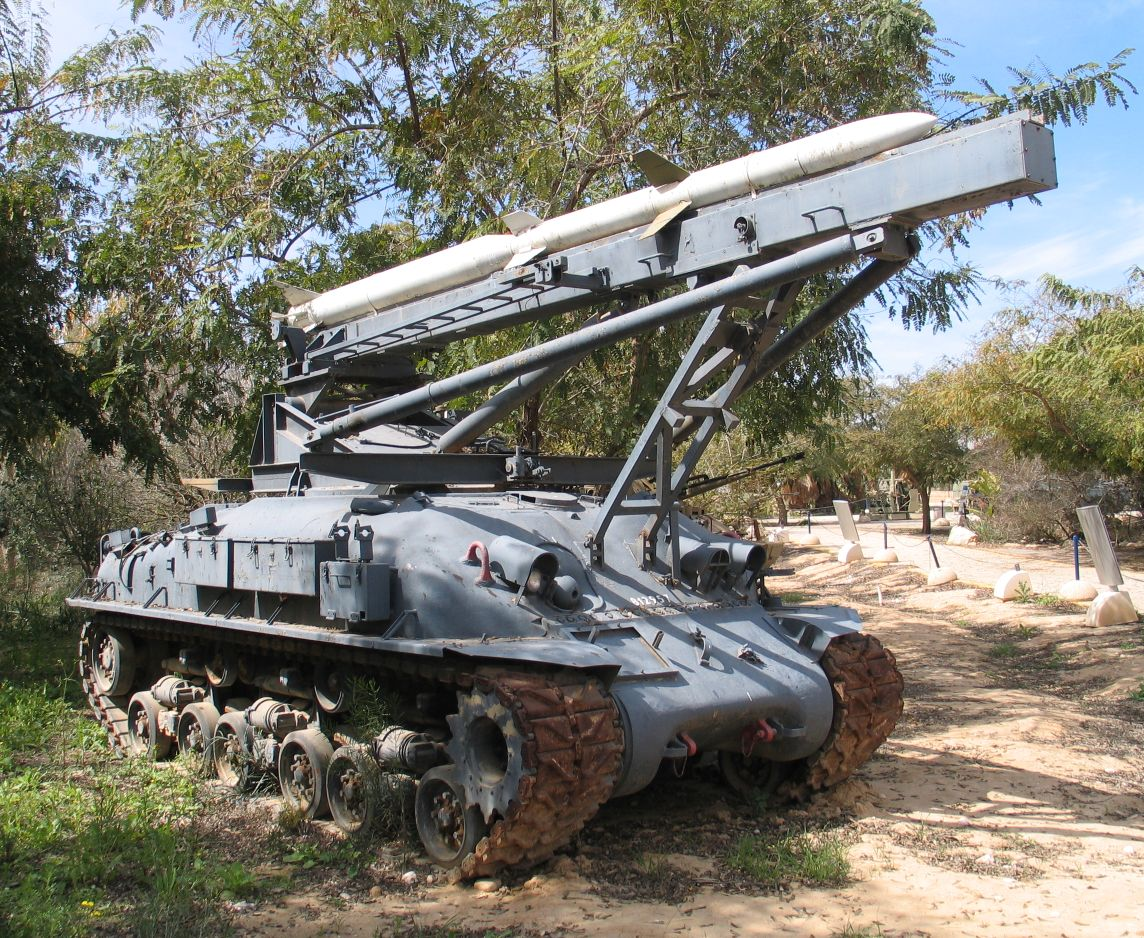
Wyrzutnia Kilszon z pociskiem AGM-45. Dobrze widać dodatkowy moduł silnika rakietowego.

Izraelczycy również wykorzystywali pociski AGM-45, w Izraelu używanych pod nazwą Agrof (hebr. pięść) . Na podstawie doświadczeń z wcześniejszych wojen, Izraelczycy postanowili opracować lądową wyrzutnię pocisków przeciwradarowych. Pierwszym naziemnym systemem antyradiolokacyjnym był Potifar, którego zasadniczą część stanowiła wyrzutnia dwóch pocisków AGM-45 skonstruowanych przez IAI. Projekt zarzucono jednak z powodu krótkiego zasięgu systemu – niespełna 11 kilometrów. W 1974 roku powrócono do pomysłu stworzenia lądowej wyrzutni i ponownie użyto amerykańskich pocisków AGM-45 .
Pocisk zdecydowano się osadzić na samobieżnej wyrzutni zbudowanej na podwoziu czołgu M50 Sherman. Czołg pozbawiono wieży, montując w jej miejsce prowadnicę dla pocisku AGM-45. Zmodyfikowano również konstrukcję samego pocisku. W celu zwiększenia zasięgu dołączono dodatkowy silnik rakietowy, co pozwoliło zwiększyć skuteczny zasięg pocisku z 11 do 60 kilometrów. Silnik wynosił Shrike’a na odpowiednią odległość kilkudziesięciu kilometrów, po czym się odłączał, a następnie AGM-45 działał już autonomicznie i szukał celu. Po przejściu pomyślnych testów Kilszony zostały przyjęte do służby w siłach zbrojnych .